# Joan IV Ducas Làscaris
Joan IV Ducas Làscaris (en grec: Ἰωάννης ὁ Δάσκαρις) (Nicea 1250 - Mar de Màrmara després del 1290). El darrer emperador de l'Imperi de Nicea (1258 - 1261), l'Estat que es va formar amb el govern romà d'Orient en l'exili i amb la intenció de recuperar els territoris usurpats pels dirigents croats que van formar l'Imperi Llatí. Va heretar el tron massa jove i qui feia de regent no tenia el suport de l'exèrcit, això va causar que acabés sent monjo al monestir de Dacibiza.

## Antecedents familiars
Era el primer fill de l'emperador de Nicea Teodor II i de la seva dona la princesa Helena de Bulgària. Els seus avis materns eren Ivan II Assèn de Bulgària i la seva segona esposa Anna d'Hongria. Era germà de la princesa Eudòxia Lascarina, que va residir a la Corona d'Aragó.

## Proclamació i alçament militar
L'agost del 1258 va ser proclamat emperador de Nicea, succeint al seu pare, quan només tenia 7 o 8 anys. Durant la seva minoria va exercir la regència el patriarca Arseni Autorià i el gran domèstic Jordi Muzalon. Teodor II, veient en la situació delicada que quedava el seu fill, abans de morir va demanar un jurament de fidelitat al senat i als membres del clergat i de l'exèrcit que estaven presents a la cort en aquell moment.
El regent Muzalon no comptava amb el suport de l'aristocràcia perquè havia estat l'home de confiança de Teodor II, que els havia menyspreat. Tampoc estava ben considerat per l'exèrcit, especialment pels mercenaris llatins als quals se'ls va denegar el donatiu tradicional que es donava en ser coronat un nou emperador; a més, probablement temien perdre els seus llocs de treball des que Teodor II havia proposat crear un exèrcit format només per nicens, objectiu per al qual Muzalon ja havia començat a prendre mesures.
Muzalon va acompanyar el fèretre del difunt emperador al monestir de Sosandra on l'havien d'enterrar i a l'esplanada davant del monestir l'estava esperant l'exèrcit. Els soldats es van posar a cridar que volien veure el nou emperador i, enrabiats, van entrar a l'església i, encara que Muzalon es va voler amagar, el van matar.
Llavors el general Miquel Paleòleg, que feia poc havia sortit de la presó, es va proclamar coemperador amb el títol de megaduc i a començament del 1259 va assumir el títol de dèspota.

## La mutilació
El 1261, Miquel VIII Paleòleg va conquerir Constantinoble als llatins i es va autoproclamar emperador de Constantinoble i de Nicea. Llavors va fer cegar el jove Joan IV, el dia que feia els onze anys, i el va enviar a l'exili a un castell vora la mar de Màrmara. Amb aquesta acció Miquel Paleòleg va ser excomunicat pel patriarca Arseni, però no li va importar perquè així aconseguia que Joan IV quedés inhabilitat per recuperar el càrrec d'emperador.
Joan va passar la resta de la seva vida com a monjo a Dakibyza, on va ser enregistrat amb el nom de Joasaph. Hi ha un edicte de Carles I d'Anjou datat el 9 de maig 1273, que fa referència a un tal Joan escapat del seu empresonament al qual invita a anar a la seva cort. Altres documents donen testimoni de la seva arribada i de l'atorgament d'una pensió per part de Carles, l'enemic de Miquel Paleòleg. Tanmateix, això contradiu la versió dels historiadors Jordi Paquimeres i Nicèfor Gregoràs, segons la qual Joan va romandre a Dakibyza fins molt després de la mort de Miquel. L'historiador Geanakoplos, raonant sobre aquestes contradiccions, ha arribat a la conclusió que l'escrit de Carles d'Anjou no devia ser més que propaganda política feta amb la intenció d'atreure el suport de gent contrària a Miquel Paleòleg i, al mateix temps, apaivagar el sentiment de rebuig cap a ell que encara pervivia als territoris del sud d'Itàlia i Sicília.
El 1290 Joan va rebre la visita al monestir del nou emperador Andrònic II Paleòleg, demanat perdó pel cegament que havia manat el seu pare tres dècades abans. Joan probablement va morir vers el 1305. Al segle xiv, a Constantinoble, va rebre reconeixement com a sant.